# Oreophrynella dendronastes
Espèce
Statut de conservation UICN

 DD  : Données insuffisantes
Oreophrynella dendronastes est une espèce d'amphibiens de la famille des Bufonidae.

## Répartition
Cette espèce est endémique du Guyana. Elle se rencontre sur le versant Nord-Est du mont Ayanganna.

## Publication originale
- Lathrop & MacCulloch, 2007 : A New Species of Oreophrynella (Anura: Bufonidae) from Mount Ayanganna, Guyana. Herpetologica, vol. 63, no 1, p. 87-93.